# Atletika na Letních olympijských hrách 1996 – 400 metrů ženy
Běh na 400 metrů žen na Letních olympijských hrách 1996 se uskutečnil ve dnech 26. –  29. července na Olympijském stadionu v Atlantě. Zlatou medaili získala Francouzka Marie-José Pérecová, stříbro získal Cathy Freemanová z Austrálie a bronz reprezentantka Nigérie Falilat Ogunkoya.

## Výsledky finálového běhu
| *                | jméno                        | země                   | čas   |
| ---------------- | ---------------------------- | ---------------------- | ----- |
| Zlatá medaile    | Marie-José Pérecová          | Francie                | 48,25 |
| Stříbrná medaile | Cathy Freemanová             | Austrálie              | 48,63 |
| Bronzová medaile | Falilat Ogunkoya             | Nigérie                | 49,10 |
| 4                | Pauline Davisová-Thompsonová | Bahamy                 | 49,28 |
| 5                | Jearl Milesová-Clarková      | Spojené státy americké | 49,55 |
| 6                | Fatima Yusufová              | Nigérie                | 49,77 |
| 7                | Sandie Richardsová           | Jamajka                | 50,45 |
| 8                | Grit Breuerová               | Německo                | 50,71 |